# ملك قورة
مَلَك قورة (11 يناير 1993 -)، ممثلة مصرية.

## حياتها
والدها رجل الأعمال محمد قورة ووالدتها الفنانة عبير منير، لها شقيقة ممثلة أيضا هي مريم وشقيق يدعى «أدهم»، درست في المدرسة الإنجليزية الحديثة (Modern English School) بالتجمع الخامس، ثم التحقت بالجامعة الأمريكية بكلية الاعلام تخصص (IMC) (Integrated Marketing) مع (Theater Arts) ـ (Double Major).

### حياتها الفنية
شاركت في برامج أطفال مثل يللا بينا واسمعونا، كذلك شاركت الفنانة ليلى علوي بطولة مسلسل نور الصباح بأداء دور ابنتها في المسلسل، وظهرت مع المطرب محمد فؤاد مع أختها «مريم» في فيلم غاوي حب، شاركت في مسلسل أريد حلا مع الفنانة ندى بسيوني وميمي جمال، وفي مسلسل لحظات حرجة شاركت الفنانة بشرى وعمرو واكد، وأيضا شاركت الفنان خالد الصاوي والفنانة أنوشكا في مسلسل قانون المراغي، وفي مسلسل حدف بحر شاركت الفنانة سمية الخشاب والفنان أحمد خليل، وشاركت الفنانة نادية الجندي في مسلسل نازلي ومسلسل ملكة في المنفى بآداء دور حفيدتها في المسلسل وأيضا شاركت الفنانة عبلة كامل وعبير صبري بطولة مسلسل نص أنا نص هو.
كما شاركت الفنانة نيكول سابا في مسلسل نور مريم، واختيرت للمرة الثانية للعمل مع الفنانة ليلى علوي في مسلسل شمس بالإضافة لاشتراكها مع الفنانة مي عز الدين لسنتين متتاليتين في مسلسل حالة عشق ومسلسل وعد، ومن بين الأعمال التي شاركت فيها أيضا مسلسل البارون مع النجم عمرو عبد الجليل والجزء السادس من ليالي الحلمية ومسلسل العراف بطولة النجم القدير الفنان عادل إمام. وفيلم السبع خطايا، وآخر أعمالها كان مسلسل خلصانة بشياكة بطولة أحمد مكي وكوكبة من النجوم الشباب، وفيلم آخر ديك في مصر بطولة محمد رمضان.
بدأت «ملك» في السابعة من عمرها بمجموعة من الإعلانات مع مجموعة من المخرجين المصريين والأجانب نذكر منها على سبيل المثال لا الحصر المخرج هادي الباجوري والمخرج شريف عرفة وأحمد المهدى مثل إعلانات (Mobinile ،MBC، Tide، Pepsi، Pizza hut،………….ETC.) ومجموعة من المخرجين الإسبان والفرنسيين.

### الجوائز الذي حصلت عليها
- حصلت على جائزة أحسن ممثلة من اتحاد الإذاعة والتلفزيون. في عام 2006 عن دورها في مسلسل نور الصباح وهي جائزة يقدمها أتحاد الإذاعة والتلفزيون. تحت مظلة وزارة الاعلام المصري وهي جائزة معروف عنها الحياد والموضوعية حيث تمنح بناء على رأي الجمهور.[1]

## أعمالها الفنية

### الأفلام
- 2005: غاوي حب
- 2011: إيي يو سي
- 2015: الخلبوص
- 2017: آخر ديك في مصر
- 2018: إطلعولي بره
- 2021: 200 جنيه
- 2023: الحب بتفاصيله
- 2023: بعد الشر
- 2024: جوازة توكسيك

### المسلسلات
- 2006: نور الصباح
- 2007: لحظات حرجة
- 2009: قانون المراغي
- 2009: شطحات نسائية
- 2009: حدف بحر
- 2010: نص أنا نص هو
- 2010: ملكة في المنفى
- 2011: نور مريم
- 2011: دوران شبرا
- 2013: على كف عفريت
- 2013: الوالدة باشا
- 2013: العراف
- 2014: شمس
- 2015: حالة عشق
- 2015: إستيفا
- 2016: وعد
- 2016: ليالي الحلمية ج6
- 2017: عشم إبليس
- 2017: خلصانة بشياكة
- 2017: البارون
- 2018: عزمي وأشجان
- 2018: أمر واقع
- 2019: نصيبي وقسمتك 3
- 2019: سوبر ميرو
- 2020: جمع سالم
- 2021: شقة 6
- 2021: زي القمر ج2
- 2021: إجازة مفتوحة
- 2024: بيت الرفاعي
- 2025: جريمة منتصف الليل

### البرامج
- 2012: ملكة المطبخ (مذيعة)

## وصلات خارجية
- ملك قورة على موقع IMDb (الإنجليزية)
- ملك قورة على موقع قاعدة بيانات الأفلام العربية
- ملك قورة على موقع قاعدة بيانات الفيلم (الإنجليزية)